# Niphatidae
Famille
Les Niphatidae sont une famille de spongiaires de l'ordre Haplosclerida.

## Systématique
La famille des Niphatidae a été créée en 1980 par le spongiologue néerlandais Rob van Soest (1946-).

## Liste des genres
Selon World Register of Marine Species (16 novembre 2021) :
- genre Amphimedon Duchassaing & Michelotti, 1864
- genre Cribrochalina Schmidt, 1870
- genre Dasychalina Ridley & Dendy, 1886
- genre Gelliodes Ridley, 1884
- genre Haliclonissa Burton, 1932
- genre Hemigellius Burton, 1932
- genre Microxina Topsent, 1916
- genre Niphates Duchassaing & Michelotti, 1864
- genre Pachychalina Schmidt, 1868